# Salt Lake City
Salt Lake City – miasto w zachodniej części Stanów Zjednoczonych i stolica stanu Utah, położone nad rzeką Jordan, na wschód od Wielkiego Jeziora Słonego.
Miasto jest siedzibą światowych władz i świątyni Kościoła Jezusa Chrystusa Świętych w Dniach Ostatnich.

## Historia
- miasto zostało założone w 1847 roku przez grupę mormonów
- w 1848 roku włączone zostało do Stanów Zjednoczonych po wojnie amerykańsko-meksykańskiej
- w 1851 roku miasto uzyskało prawa miejskie
- od 1896 roku stolica stanu Utah
- w 2002 roku organizator Zimowych Igrzysk Olimpijskich

## Gospodarka
Salt Lake City jest dużym ośrodkiem gospodarczym. Rozwinięty przemysł metalurgiczny, maszynowy, chemiczny i spożywczy. W mieście swoje siedziby i oddziały ma wiele banków, towarzystw ubezpieczeniowych oraz spółek wydawniczych.
Miasto jest także ważnym węzłem komunikacyjnym. Przez Salt Lake City przebiegają drogi międzystanowe nr 15 (biegnąca od granicy z Kanadą do Kalifornii) oraz nr 80 (łącząca San Francisco z Bostonem). Międzynarodowy port lotniczy w Salt Lake City w 2007 roku obsłużył ponad 22 mln pasażerów. Przez miasto przebiegają także linie kolejowe.
W 2002 r. miasto było gospodarzem Zimowych Igrzysk Olimpijskich. Salt Lake City będzie także gospodarzem Zimowych Igrzysk Olimpijskich w 2034.

## Transport
- Port lotniczy Salt Lake City
- Lekka kolej w Salt Lake City
- Amtrak linia kolejowa California Zephyr

## Zabytki
Główne obiekty zabytkowe związane są bezpośrednio z historią i kulturą mormonów pochodzące z XIX wieku. W mieście znajduje się świątynia, budowana w latach 1853-1893, Mormon Tabernacle Choir, Museum of Church History and Art a także kilka innych muzeów.

## Struktura wyznaniowa

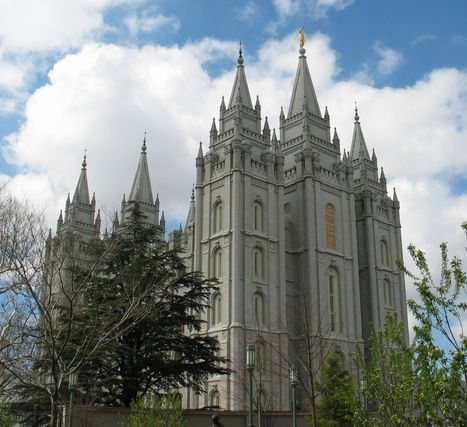
Główna świątynia Kościoła Jezusa Chrystusa Świętych w Dniach Ostatnich w Salt Lake City

Salt Lake City jest znane z bardzo dużej społeczności mormonów - około 70% mieszkańców deklaruje się jako członkowie Kościoła Jezusa Chrystusa Świętych w Dniach Ostatnich. Tworzy to specyficzną kulturę w tym mieście: wydawane są mormońskie gazety, książki, broszury. Wiele szkół, placówek edukacyjnych, szpitali i innych obiektów użyteczności publicznej należy bezpośrednio do Kościoła lub jest przez niego wspomagana. Organizowane są liczne konferencje i spotkania wiernych Kościoła.
Pozostałe wyznania to protestantyzm, katolicyzm i judaizm. Około 10% ludności miasta nie identyfikuje się z żadną religią.

## Sport
W Salt Lake City grają drużyny Utah Jazz (NBA) i Real Salt Lake (MLS). W 2002 roku miasto zorganizowało Zimowe Igrzyska Olimpijskie. W mieście odbywają się także zawody skoków narciarskich.
W Salt Lake City mieszkał polski łyżwiarz szybki Stanisław Kłotkowski.

## Miasta partnerskie
- Boliwia: Oruro
- Bośnia i Hercegowina: Sarajewo
- Brazylia: Manaus
- Irlandia: Thurles
- Włochy: Turyn
- Japonia: Matsumoto
- Filipiny: Quezon City
- Tajwan: Keelung
- Ukraina: Czerniowce